# Breton (paard)

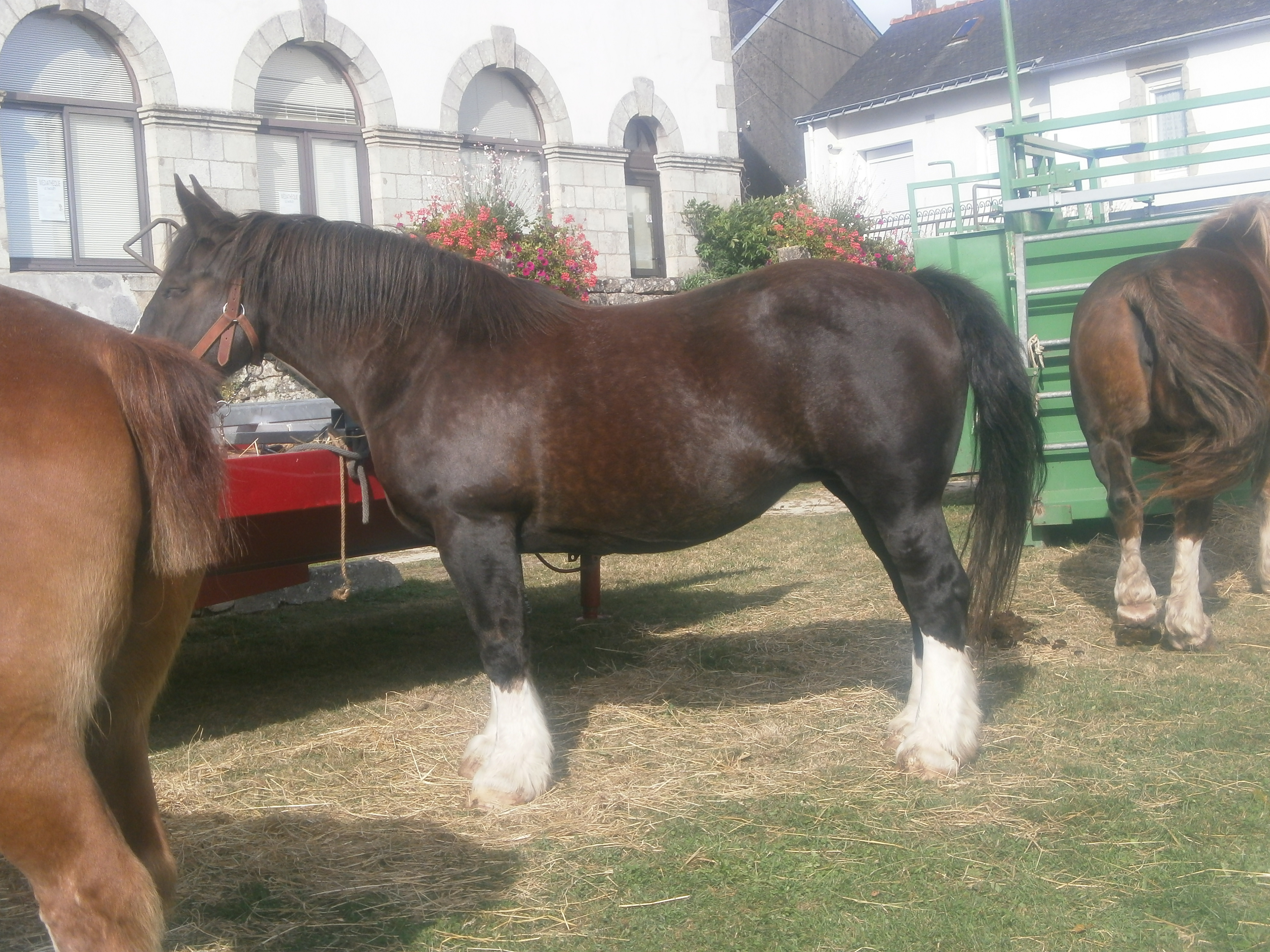
Bretonse paarden

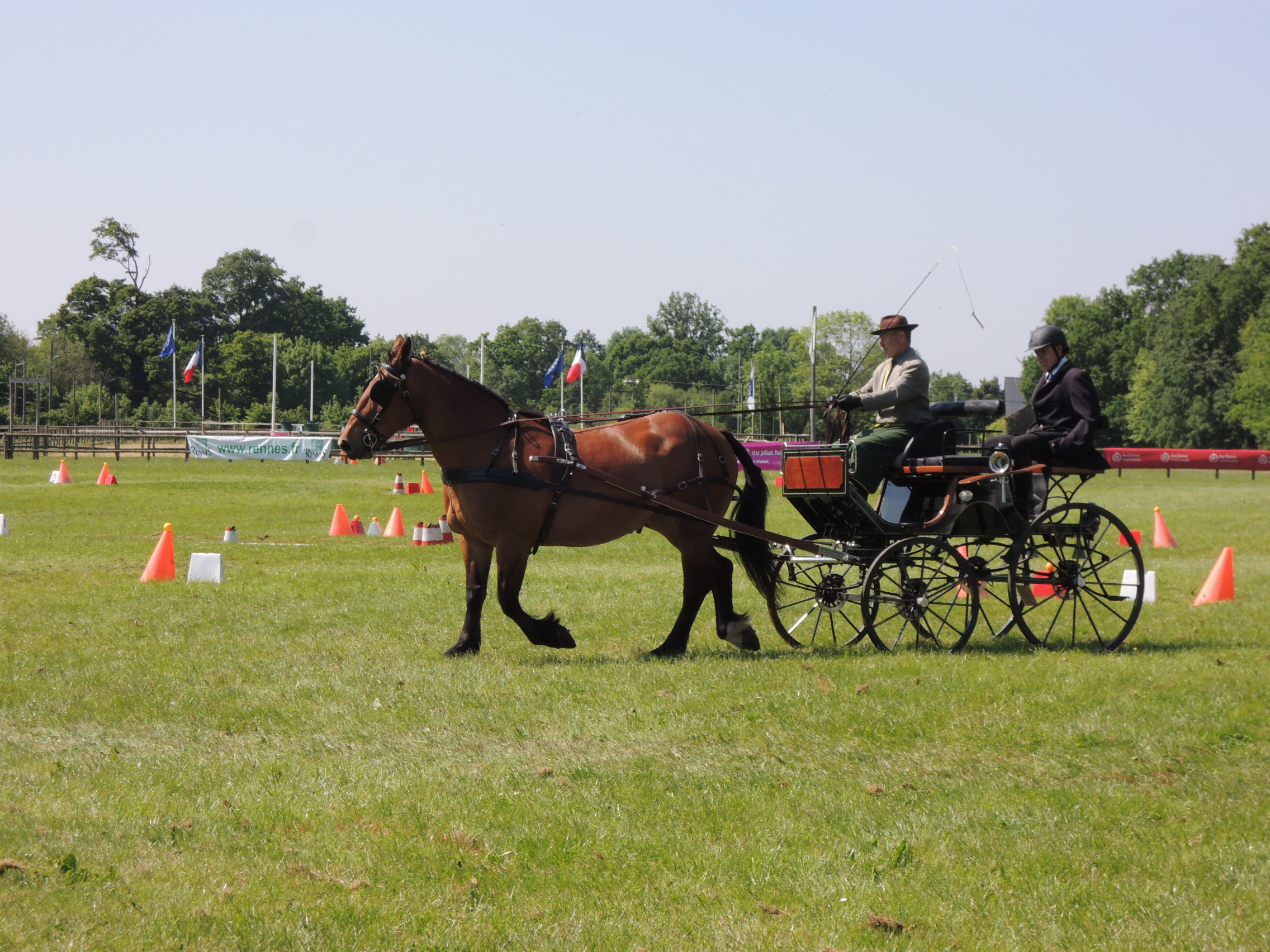
Bretons paard in een menwedstrijd

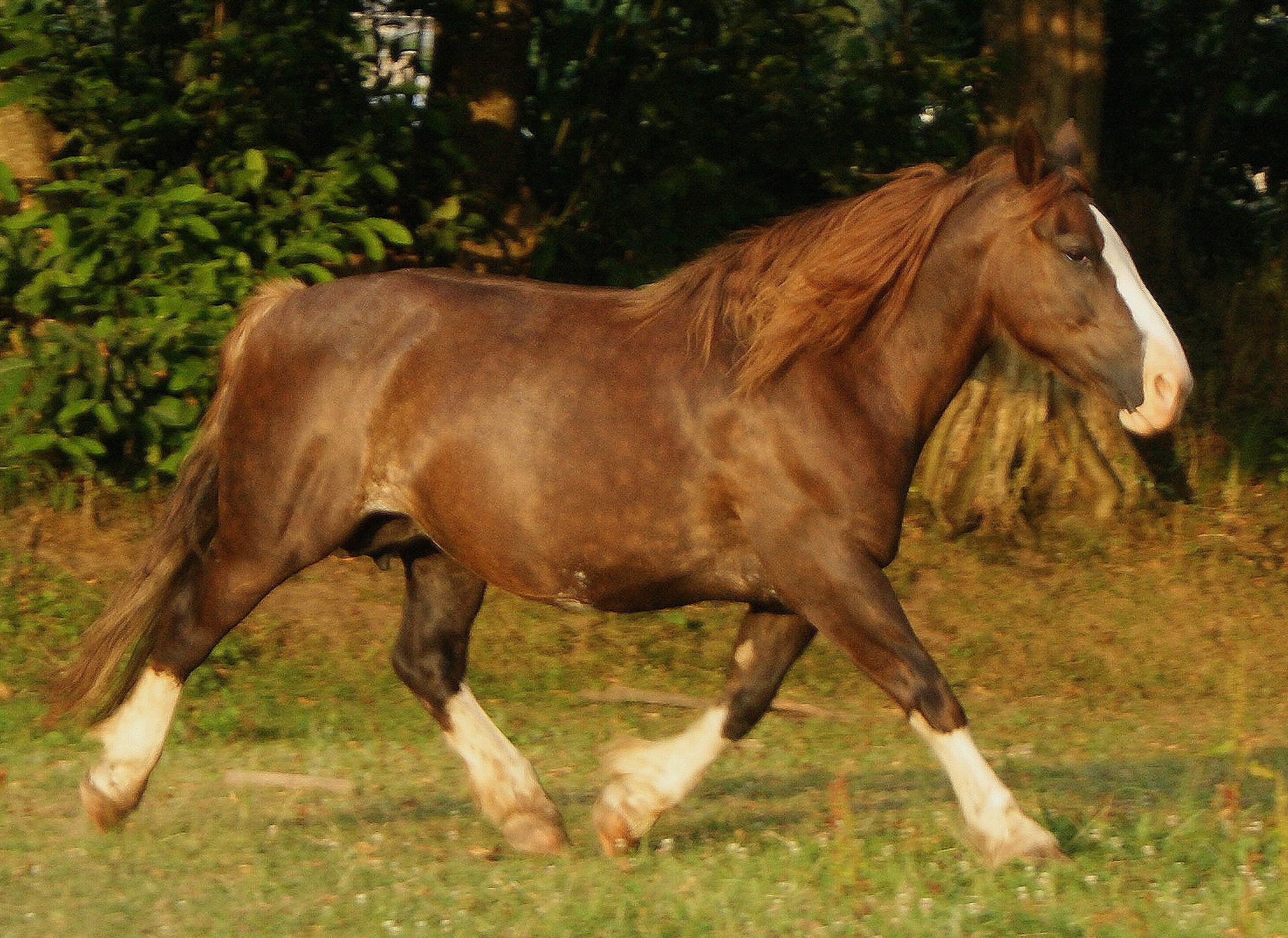
Breton

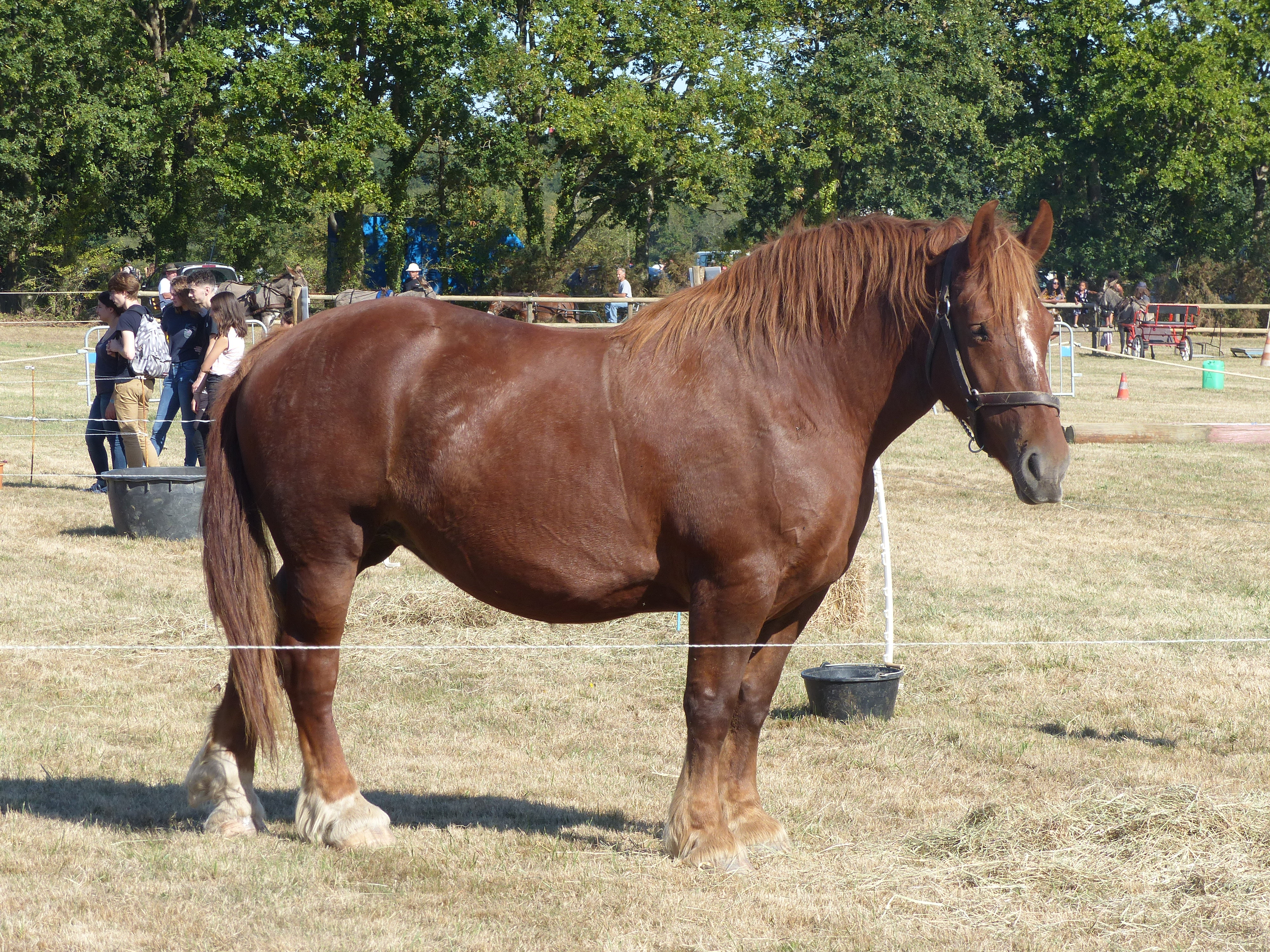
Breton

De breton is een trekpaard uit het noordwesten van Frankrijk. Het ras werd ontwikkeld in Bretagne uit paarden die daar al duizenden jaren leefden. De breton werd gekruist met meerdere Europese en oosterse rassen. In 1909 werd er een stamboek aangemaakt en in 1951 werd het een gesloten stamboek. De breton komt veel voor in voskleur en is sterk en gespierd. Er zijn drie subtypen, die elk uit een ander gedeelte van Bretagne komen. De corlais is de kleinste; deze wordt gebruikt voor licht trekwerk en onder het zadel. De postier is een zwaarder type, dat gebruikt wordt voor licht landbouwwerk en voor de koets. De heavy draft is het grootste subtype; hij wordt gebruikt voor het zware trekwerk. Dit ras is gebruikt in het leger, voor trekwerk en in de landbouw. Het is ook gebruikt voor het fokken van andere rassen en muilezels.

## Raskenmerken
Het Bretonse paard is meestal rond de 158 cm hoog, maar dit kan variëren tussen de 155 en 163 cm, dit ligt eraan welk type het is. Ze komen het meest in een voskleur voor, vaak met vlaskleurige manen en staart, maar ze komen ook voor in bruin, schimmel of rood- of blauw roan. Het heeft een goed geproportioneerd hoofd en een korte, sterke nek welke overgaat in een gespierde schoft. De schouders zijn lang en glooiend, zijn borst breed maar gespierd. De achterhand is kort maar breed. De benen hebben veel beharing, zijn kort maar sterk, hebben brede gewrichten en welgevormde hoeven.

### Subcategorieën
Onder het Bretons trekpaard vallen verschillende subtypen. Twee hiervan, de trait breton en de postier breton, zijn officieel erkend. De corlay, de cheval de corlay, de centre-montagne en de central-mountain breton zijn niet erkend. Oudere typen, zoals de grand breton en de bidet breton of de bidet d'allure, zijn verdwenen.
De corlais is ontstaan door kruisingen met de arabier en de Engelse volbloed. Deze wordt gezien als de directe afstammeling van de originele breton. Het heeft dezelfde algemene kenmerken als het trekpaard, maar de corlais is smaller met een ander hoofd. Het paard werd over het algemeen gebruikt voor licht trekwerk dat snel moest gebeuren maar het werd ook onder het zadel gebruikt. Door de jaren heen is de populatie van de corlais aanzienlijk verminderd. Het type staat ook bekend als de cheval de Corlais en is nu bijzonder zeldzaam. Hij werd ook ingezet in lokale wedstrijden door de snelheid die hij geërfd had van de arabier en de Engelse volbloed.
De postier breton werd ontwikkeld door kruisingen met de norfolkdraver en de hackney gedurende de 19e eeuw. Dit type wordt over het algemeen gefokt in het midden van Bretagne. Hij heeft aantrekkelijke gangen, is een goed koetspaard en kan gebruikt worden voor licht trekwerk. Vroeger werd hij gebruikt om een soort koets te trekken die mensen of goederen vervoerde. De postier werd intensief gebruikt door de Franse cavalerie. Hij wordt omgeschreven als een lichtere versie van de Suffolk punch, die in Groot-Brittannië gefokt wordt.
De heavy draft breton is ontstaan uit kruisingen met de ardenner en de percheron. Hij is erg sterk voor zijn grootte en de benen zijn klein maar sterk. Hij wordt gefokt in het noordelijke kustgebied van Bretagne, in Merléac. Dit type heeft de grand breton opgeslokt. De grand breton was een zwaar paard dat werd gebruikt om andere rassen te beïnvloeden. De centre-montagne of de central mountain waren kleine trekpaardtypen.
Het ras behield zijn roots vanuit de bergen door de algemene stoeterij, de Nationale Provinciale Stoeterij, welke lag in de bergen van de gemeente Langonnet. Rond deze tijd werden de volbloeden en de arabier toegevoegd om het corlaistype te creëren. Vanaf de middeleeuwen tot de 19e eeuw werd de breton gekruist met meerdere verschillende rassen, zowel inheemse als van buitenaf, waaronder de ardenner, de boulonnais en de percheron. In de 19e eeuw werd de breton gekruist met de norfolkdraver, waaruit het postiertype ontstond, een lichtere versie van de normale breton. Vandaag de dag wordt de breton bijgehouden door het Syndicat des Éleveurs de Cheval Breton, een organisatie die sinds 1909 het stamboek bijhoudt, met twee verschillende boeken voor de heavy draft en de postier. In 1912 werden de boeken gecombineerd maar werden er wel twee aparte secties gehouden voor de twee typen, maar in 1926 werden ze toch samengevoegd, zodat alle bretons nu samen geregistreerd staan. Postier bretons moeten een test doorstaan waarin ze in een harnas moeten lopen en moeten postier-documentatie hebben. In 1920 werd besloten dat er geen nieuw bloed ingevoerd mocht worden, in 1951 werd het stamboek compleet gesloten voor paarden die van buitenaf kwamen. De breton komt alleen in aanmerking voor registratie als het geboren is in hedendaags Bretagne of in de regio Loire-Atlantique, die vroeger een onderdeel was van Bretagne. Geregistreerde veulens krijgen een brandmerk aan de linkerkant van de nek, dat lijkt op een kruis op een omgekeerde, gespreide letter V. Ondanks de beperkte regels voor registratie, heeft het fokken met de breton zich verspreid over heel Frankrijk, zelfs over de hele wereld. Heden ten dage wordt de breton vooral gefokt op stoeterijen in Lamballe, Hennebont en in delen van La Roche-sur-Yon.

### Kruisingen
Er was een tijd dat het een trend was om ervoor te zorgen dat trekpaarden groter en sterker werden door middel van kruisingen. Door zijn gangen en uithoudingsvermogen was de breton echter een uitzondering. Door kruisingen daalden zijn unieke kenmerken en daarom werd het in de jaren 30 verboden om te kruisen met ander bloed, wat leidde tot het behoud van het ras zoals het nu is.
Maar, hoewel er niet gekruist werd binnen de breton, is de breton zelf wel vaak gebruikt om andere rassen te beïnvloeden. Hij had een duidelijke invloed op het Canadese paard, toen deze dieren in de 17e eeuw naar Nieuw-Frankrijk werden gebracht. Ze werden ook gebruikt om de Zwitserse freiberger te ontwikkelen, naast andere trekpaardrassen. Bretons werden in India gebruikt om muilezels te ontwikkelen en op de Saharanpurse stoeterij werd de breton gekruist met de Anglo-Arabische hengst Mystere om koetspaarden te creëren. In de 19e en begin 20e eeuw probeerden Italiaanse boeren hun lokale dieren te 'verbeteren' met de breton, maar hun nakomelingen bleken zwaarder en langzamer te zijn voor het lichtere, algemene werk waarvoor ze bedoeld waren. In 1930 werd de hispano-breton, een Spaanse versie ontwikkeld door Bretonse hengsten, te kruisen met lokale merries. Tegenwoordig is de populatie klein maar wordt deze gerespecteerd door onderzoekers vanwege haar zuivere genen en de diversiteit daarvan. Na de Tweede Wereldoorlog werd er een Bretonse hengst gebruikt om het Duitse Sleeswijker trekpaard te verbeteren.

## Gebruik
De breton wordt in verschillende takken gebruikt, afhankelijk van het type. Kleine typen worden vaak gebruikt onder het zadel en voor snel, licht trekwerk, terwijl de zwaardere typen gebruikt worden voor het zware trekwerk en voor landbouwwerk. Ze worden nog steeds gebruikt om andere rassen te verbeteren. Tegenwoordig is dit ras vaak te zien op boerderijen maar wordt het ook gebruikt bij het oogsten van zeewier. De breton wordt nog steeds gefokt voor de vleesproductie; paardenvlees komt in veel diëten voor in veel Europese landen, waaronder Frankrijk, België, Zwitserland en Duitsland.